# Raimundo Pardo
Raymundo Pardo (Argentina, 1916 - ????) fue un filósofo argentino.

## Trayectoria
Entre 1948 a 1955, Pardo se desempeñó como profesor de Epistemología e Historia de la Ciencia en la Universidad Nacional de La Plata, posteriormente a partir de 1956 fue profesor en la Universidad Nacional de Rosario, donde también fue designado director de la Escuela de Filosofía. Su pensamiento filosófico y campo de trabajo ha sido la filosofía de la ciencia y la epistemología.
En su pensamiento se destaca el desarrollo que realizó en la teoría de la epistemología del denominado «empirismo evolutivo», en este campo se reconocen los aportes e influencias de los enfoques aristotélicos y tomistas, como también el de determinados filósofos del siglo XX, tales como Jean Piaget, Réginald Garrigou-Lagrange, Hans Reichenbach, Peter Strawson, Martin Heidegger y Noam Chomsky. En dicho pensamiento se destaca la idea de «integrante racional»: aquello que puede ser percibido por la mente, como por ejemplo la información que receptan los sentidos. Pardo sostiene que el concepto de «ser» varia y no considera que la verdad es absoluta. Se destaca su enfoque en cuanto al énfasis en superar el idealismo y, especialmente por la importancia de la experiencia y la evolución que la acompaña.

## Obras
Entre sus escritos se destaca especialmente:
- Ensayo sobre los integrantes racionales. Partes 1 a 4. Buenos Aires: Sociedad Argentina De Filosofía, 1949. ASIN: B003ASY2MQ
- Ensayo sobre los integrantes racionales. Parte 5, Del origen a la esencia del conocimiento. Buenos Aires: Sociedad Argentina De Filosofía, 1954.
- Ensayo sobre los integrantes racionales. Parte 6, Ser y verdad en una teoría evolutiva. Rosario: Sociedad Argentina De Filosofía, 1965.
- Ensayo sobre los integrantes racionales. Parte 7, La ciencia y la filosofía como saber sin ser. Rosario: Universidad Nacional de Rosario, Facultad de Filosofía, 1973.